# Chiloscyphus tricuspidatus
Chiloscyphus tricuspidatus là một loài rêu tản trong họ Lophocoleaceae. Loài này được (Herzog) J.J. Engel & R.M. Schust. miêu tả khoa học lần đầu tiên năm 1984.